# Georgina Wheatcroft
Georgina Wheatcroft, född den 30 november 1965 i Nanaimo, Kanada, är en kanadensisk curlingspelare.
Hon tog OS-brons i damernas curlingturnering i samband med de olympiska curlingtävlingarna 2002 i Salt Lake City.